# Philomène Esposito
Philomène Esposito és director de cinema, guionista i productor de cinema i Productor de televisió francès.

## Biografia
Philomène Esposito va passar la seva infantesa als Alps Marítims. Va estudiar escultura a Niça, abans de dedicar-se al cinema. El seu primer llargmetratge Mima (1991) va revelar l'actriu Virginie Ledoyen. El 1993, la seva segona pel·lícula Toxic Affair, amb Isabelle Adjani, es va presentar al Festival de Cinema de Canes com a pel·lícula de cloenda. Un gran fracàs de la crítica, després d'un rodatge molt turmentat, va complicar la resta de la seva carrera cinematogràfica. Posteriorment va dirigir diverses pel·lícules de televisió, incloent una sèrie de televisió per a France 2, Les Ritaliens. El 1999, va dirigir el seu tercer llargmetratge per al cinema, Toni, amb Alessandro Gassman, Béatrice Dalle i Raf Vallone.
A través de la companyia Aiuto Productions, és productora executiva d'un curtmetratge, Le Couloir, dirigit pel seu fill Martin Esposito.

## Filmografia

### Com a director i guionista
- 1991 : Mima
- 1993 : Toxic Affair
- 1995 : Le Mas Théotime (telefilm)
- 1996 : Sous les jupes de la madone  (documental)
- 1996 : Le Secret de Julia (telefilm)
- 1999 : Toni
- 1999 : Retour à Fonteyne (telefilm en deux parties)
- 2000 : Les Ritaliens (telefilm)
- 2000 : Mary Lester (sèrie de televisió), 3 episodis
- 2003 : Le Premier Fils (telefilm)
- 2003 : Le Gang des poupées (telefilm)
- 2006 : Les Courriers de la mort (telefilm en dues parts)
- 2006 : Mes parents chéris (telefilm)
- 2009 : Et Dieu dans tout ça (documental)
- 2010 : Et Allah dans tout ça (documental)
- 2012 : Et la laïcité dans tout ça (documental)

### Com a productora
- 2000 : Le Couloir de Martin Esposito (curtmetratge)
- 2002 : Jardin secret, migmetratge de Martin Esposito
- 2004 : Rider on the storm de Martin Esposito
- 2013 : Super Trash, llargmetratge de Martin Esposito
- 2016 : Le Potager de mon grand-père, documental de Martin Esposito.

## Distincions
- 1996 : medalla d'or al Festival de Cinema i Televisió de Nova York per Le Secret de Julia
- 1997 : Premi dels Drets Humans per Sous les jupes de la madone (documental)